# جدل قانوني
الجدال القانوني ما يحدث من نقاش بين المحامين والأكاديميين القانونيين والفقهاء والسياسيين، وغيرهم ممن يكون لهم اهتمام أو خبرة في مجال القانون؛ حول مسألة قانونية معينة يسمى بالجدل القانوني.

## نظرة عامة
يمكن أن يأخذ الجدل القانوني العديد من الأشكال، ولا يكون بالضرورة نقاشات وجهًا لوجه. ومعظم أشكال الجدل القانوني تحدث نظريًا - فالقضاة داخل المحكمة، على سبيل المثال، قد يجادلون بعضهم البعض بأكبر قدر من الفاعلية عندما تنشر المحكمة قرارًا. وتتضمن أشكال الجدل القانوني (على سبيل المثال لا الحصر) ما يلي:
- النقاشات بين الأكاديميين القانونيين. على الرغم من أن هذه الأنواع من النقاش قد تحدث وجهًا لوجه - في المؤتمرات على سبيل المثال - إلا أنها تحدث أكثر في صفحات المجلات القانونية. على سبيل المثال، قد يقوم أحد أساتذة القانون بنشر مقالة في مجلة قانونية، ويقوم أستاذ قانون آخر بتقديم رد تعقيبي في إصدار لاحق. أو قد يقوم أحد الأكاديميين بإثارة مسألة فتجري مناقشتها في جميع أنحاء الوسط الأكاديمي القانوني.
- الجدل بين القضاة.  تحدث هذا النوع من الجدل غالبًا وجهًا لوجه خلال المؤتمرات القضائية، ولكنهم يعبرون عن آرائهم بشكل أكثر بروزًا في الآراء المكتوبة. وتمثل قرارات المحكمة العليا الأمريكية المنقسمة مثالاً بارزًا، حيث إن اختلافات أنتونين سكاليا (Antonin Scalia) مع الغالبية توجز طبيعة الجدل القانوني القضائي - وهو الجدل الذي يتمحور في كثير من الأحيان حول الوسائل المناسبة لتفسير القوانين الاتحادية أو الدستور.
- الجدل بين السياسيين. من الأمثلة على هذا الجدل ما دار بين رئيس الولايات المتحدة والكونغرس الأمريكي بشأن حق السلطة التنفيذية لإجراء تنصت على المحادثات سريًا دون الحصول على أمر قضائي. والجدل القانوني قيد النقاش هو نطاق السلطة التنفيذية مقابل المؤسسات الحكوم الأخرى.
- الجدل العام داخل المجتمع. دائمًا ما تدخل المجتمعات في حالة جدال بشأن النظام القانوني. فعملية انتخاب السياسيين والضغط تُعد شكلاً من أشكال الجدل القانوني: الأغلبية تميل إلى أن تصبح جزءًا من الائتلاف أو تدعم الحزب طبقا للقوانيين التي يعد الحزب تنفيذه.

## القضايا المعاصرة في الجدالات القانونية
غالبًا ما تتبع الجدالات في المجتمعات الغربية مواضيع عامة، بما في ذلك:
- التوازن بين سلطة الدولة والحريات المدنية.
- الحد المناسب للحريات المدنية نسبةً إلى المعايير الاجتماعية والتوقعات الأخلاقية.

وفي الولايات المتحدة، تمحور الجدل القانوني على مدى العقد الماضي حول الموضوعات الهامة التالية:
- الحق في الخصوصية، بما في ذلك الحق في الإجهاض[1]
- التوازن بين الحقوق المدنية والحاجة إلى مزيد من الأمن بعد أحداث 11 سبتمبر 2001[2]
- الطريقة الصحيحة لتفسير الدستور
- تشجيع الزيادة من تمثيل النساء والأقليات في أماكن العمل
- إصلاح الرعاية الاجتماعية
- الحق في الحصول على طفل

وبشكل عام، فإن الصور المختلفة للجدال - التي تتراوح من السياسة الاجتماعية الأساسية إلى النظريات الدستورية والنظرية الديمقراطية - تشير إلى أن الجدل القانوني يتداخل مع العديد من الأعراف الاجتماعية والقيم الأخلاقية.